# 1311

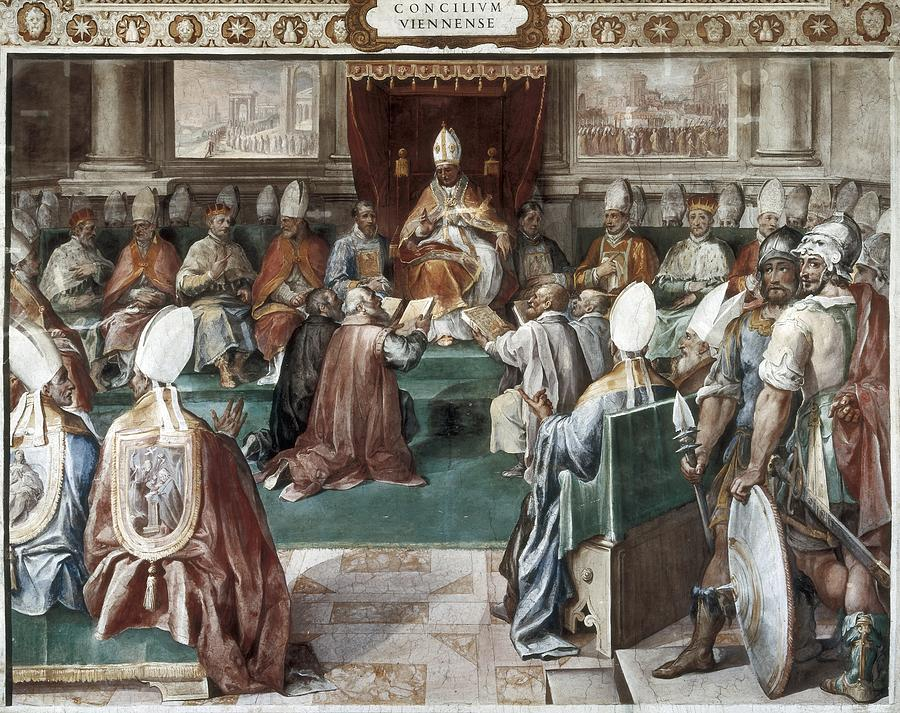
Concilie van Vienne

Het jaar 1311 is het 11e jaar in de 14e eeuw volgens de christelijke jaartelling.

## Gebeurtenissen
- 6 januari - Hendrik VII wordt tot koning van Italië gekroond.
- 15 maart - Slag bij Halmyros: Een groep Cathalaanse huursoldaten verslaat Wouter V van Brienne en neemt het grootste deel van het hertogdom Athene van hem over.
- 22 april - Dülmen krijgt stadsrechten.
- 16 oktober - Begin van het Concilie van Vienne
- Hendrik VII herstelt Matteo I Visconti als heer van Milaan.
- De toren van de kathedraal van Lincoln wordt voltooid. Met een, later verdwenen, spits bereikt deze 160 meter, en is daarmee het hoogste gebouw ter wereld, een titel die het overneemt van de piramide van Cheops.
- Francesco I Pico wordt de eerste heer van Mirandola.
- oudst bekende vermelding: Oosterleek

## Kunst en literatuur
- Duccio di Buoninsegna: Maestà

## Opvolging
- Brienne - Wouter V opgevolgd door zijn zoon Wouter VI
- Duitse Orde - Siegfried van Feuchtwangen opgevolgd door Karel van Trier
- Georgië - David VIII opgevolgd door zijn zoon George VI
- Majorca - Jacobus II opgevolgd door zijn zoon Sancho
- Montfort - Beatrix opgevolgd door haar dochter Yolande
- Venetië - Pietro Gradenigo opgevolgd door Marino Zorzi
- Yuan-dynastie (China) - Wuzong opgevolgd door Buyantu Khan

## Afbeeldingen

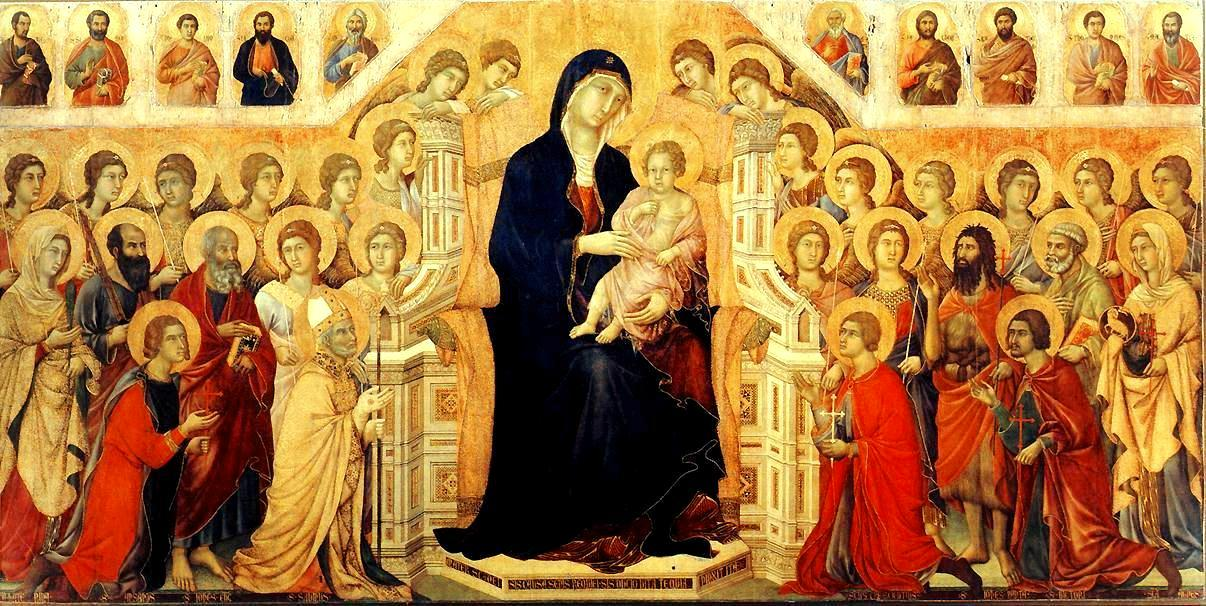
Maestà van Duccio
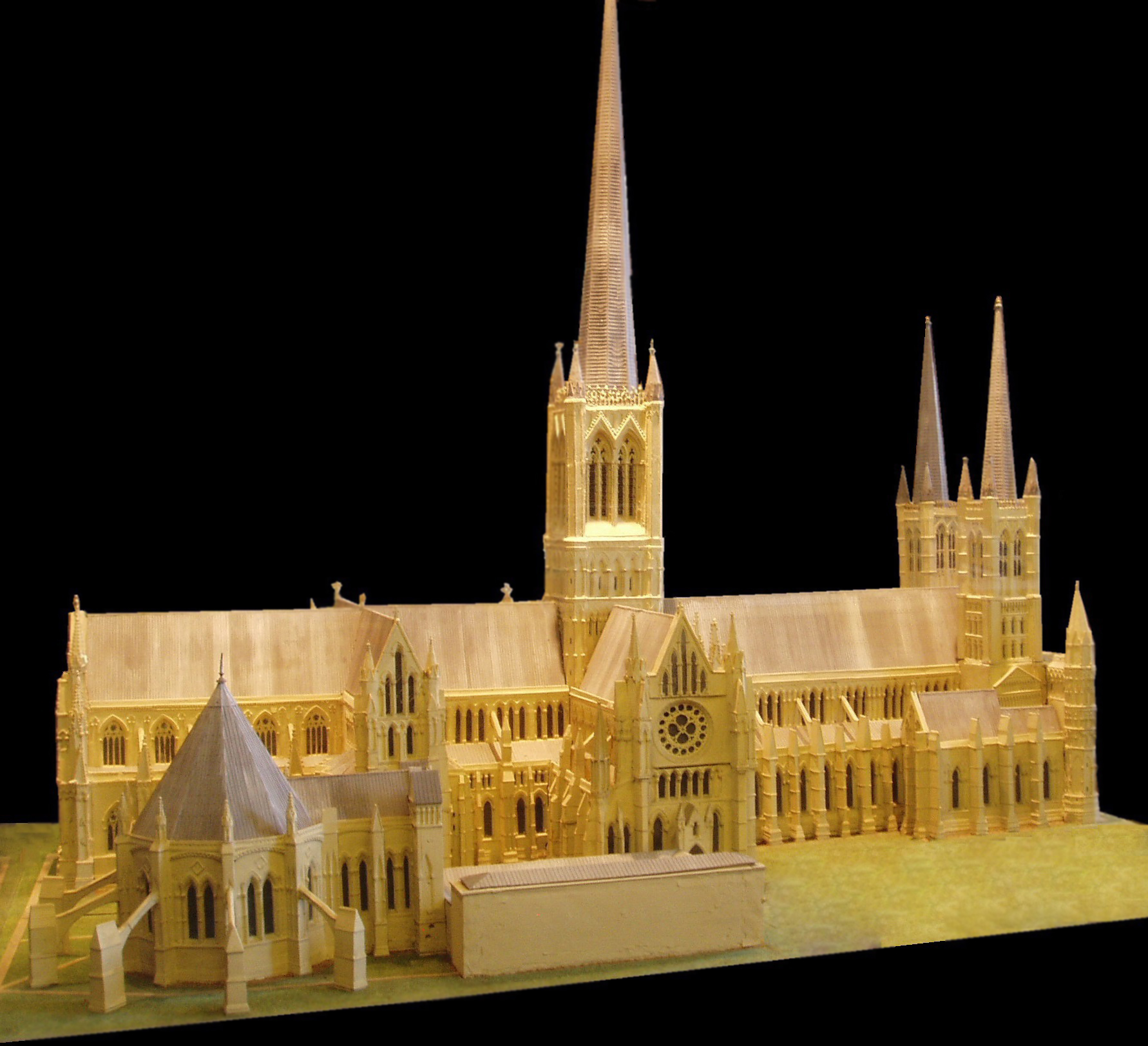
kathedraal van Lincoln (situatie 14e-16e eeuw)

## Geboren
- 13 augustus - Alfonso XI, koning van Castilië (1312-1350)
- Geertruida van Merenberg, Duits adellijke vrouw (jaartal bij benadering)

## Overleden
- 27 januari - Külüq Khan (Wuzong, ~29), keizer van China (1307-1311)
- 15 maart - Wouter V van Brienne, Frans edelman
- 6 april - Filippa van Luxemburg (~58), Duits edelvrouw
- 13 oktober - Gwijde van Namen (~39), Vlaams edelman
- 27 oktober - Nicolaas III van Putten, Hollands edelman
- 14 december - Margaretha van Brabant (35), echtgenote van Hendrik VII
- Arnaldus de Villa Nova, Catalaans alchemist
- David VIII (~38), koning van Georgië (1293-1299, 1302-1311)
- Jacobus II (~68), koning van Majorca (1276-1311)
- Johan van Hessen, Duits edelman
- Qutb al-Din al-Shirazi (~74), Perzisch wetenschapper
- Siegfried van Feuchtwangen, grootmeester van de Duitse Orde
- Egbert I van Bentheim, Duits edelman (jaartal bij benadering)